# Kitzsteinhorn

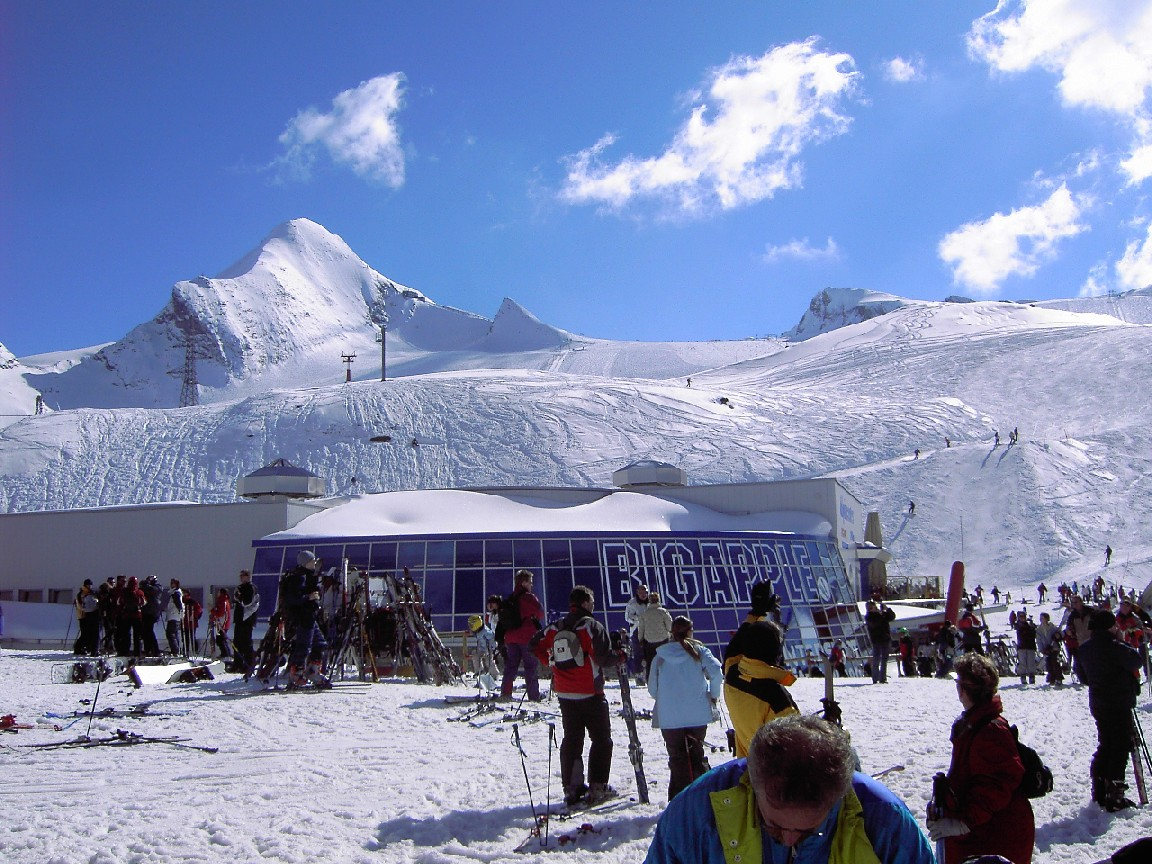

Kitzsteinhorn este vârf de munte situat pe lanțul central al Alpilor din munții Hohe Tauern, din regiunea Kaprun, landul Salzburg, Austria

Panorama văzută de pe vârf